# 部署
部署（ぶしょ）は、組織において担当する業務・職掌に応じて分割された組織上の区分のことをいう。

## 部署の単位
組織・機構に応じ異なるものの、部署の単位は概ね、局ないし部を上位、その下に課ないし室があり、係ないし班が置かれるのが通常である。これら部署の長たる者は管理職とされ、企業では部長以上は取締役などの役員が兼務する場合も多い。また企業では総務部や人事部などに勤務する職員や社員は総合職、その他は一般職とわける例が多い。

## 主な部署

### 部
- 総務部
- 人事部
- 経理部
- 財政部
- 営業部
- 開発部
- 事業部
- 製造部
- 広報部

## 管理職の地位
- 局長
- 部長
- 次長
- 課長
- 係長